# Парламентская процедура

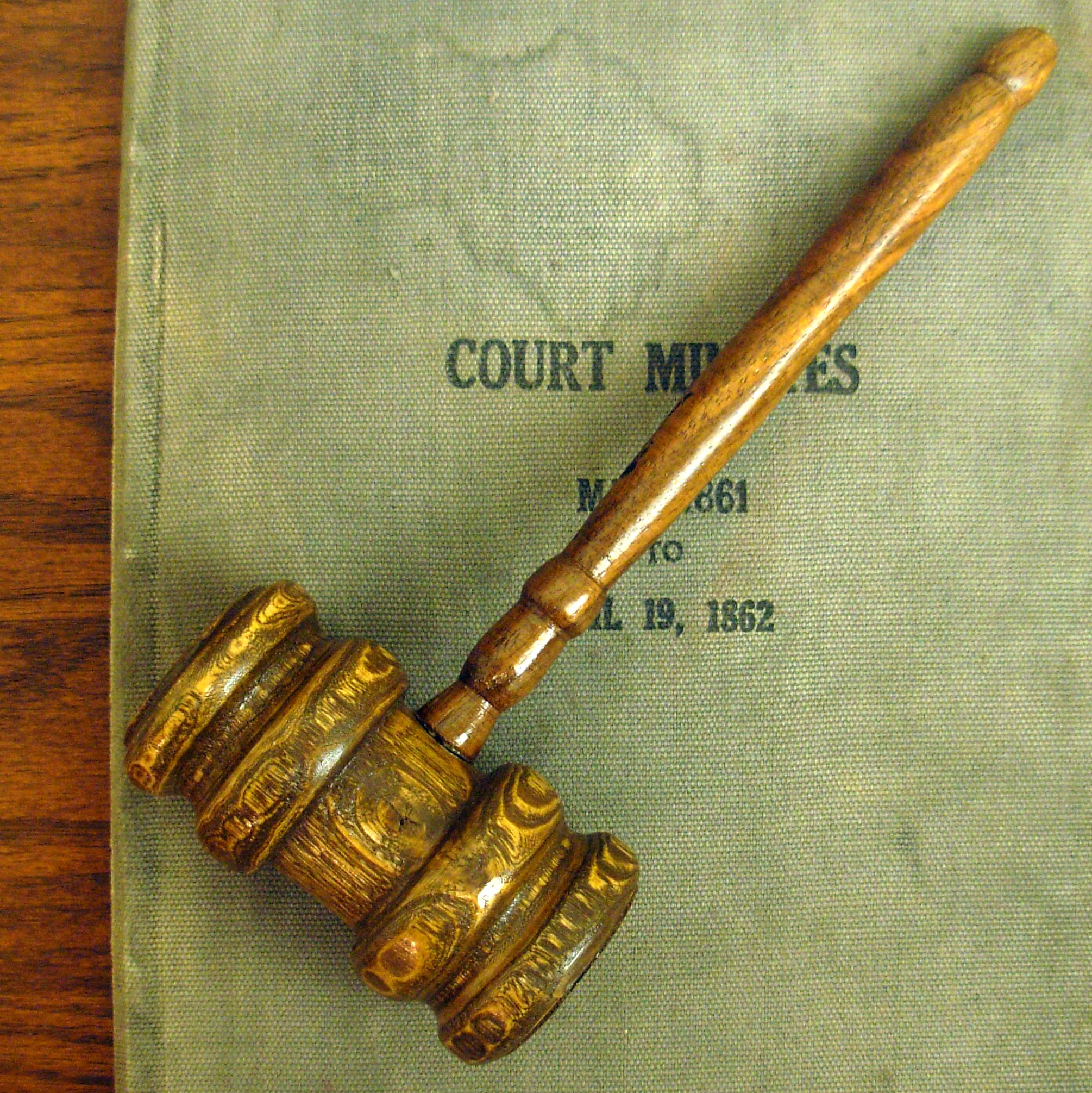
Молоток председателя — это один из наиболее популярных символов парламентской процедуры.

Парла́ментская процеду́ра — это комплекс процедурных, этических и традиционных правил, используемых при проведении митингов и в повседневной работе общественных организаций, политических партий, клубов, религиозных общин, законодательных собраний и других общественных собраний. Парламентская процедура — это отрасль обычного права, берущая начало в практиках работы Палаты общин Парламента Соединённого королевства. 
В США и Европе помимо термина парламентская процедура используются термины парламентский закон, правила собраний, правила распорядка. Наиболее устоявшимся выражением в России, по-видимому, является регламент собрания.
Сердцевиной парламентской процедуры является принцип власти большинства при уважении прав меньшинства. Основной инструмент парламентской процедуры — это всестороннее обсуждение вопросов, интересующих организацию, с целью выработать разумное решение собрания по этим вопросам. Самоуправляемые организации используют парламентскую процедуру для обсуждения, выработки и воплощения взаимно приемлемых решений с наименьшим сопротивлением.
Правила парламентской процедуры составляются из нескольких источников. Во-первых это правила, выработанные и принятые самой организацией исходя из своей специфики. Эти правила, специфичные для конкретной организации, как правило, дополняются стандартным процедурным сборником: одним из принятых в обществе наборов правил, регулирующих ведение собрания. Организация выбирает один из таких сборников и принимает его как дополнение к собственным правилам. Как правило, законодательные собрания демократических стран и самоуправляемых территорий имеют подробнейшие процедурные правила работы, накопленные за историю существования законодательного органа. Общественные организации, как правило, ограничиваются небольшим набором правил, отражающим специфику организации, основная часть правил берётся из типового процедурного сборника.